# Alcázar del Rey
Alcázar del Rey és un municipi de la província de Conca, a la comunitat autònoma de Castella-La Manxa. Limita al nord amb Vellisca; a l'est amb Loranca de Tajuña i Carrascosa del Campo; al sud amb Rozalén del Monte i Uclés, i a l'oest amb Huelves.

## Administració
| Període      | Nom de l'alcalde/-essa      | Partit polític | Data de possessió |
| ------------ | --------------------------- | -------------- | ----------------- |
| 1979 - 1983  |                             |                | 19/04/1979        |
| 1983 - 1987  |                             |                | 28/05/1983        |
| 1987 - 1991  |                             |                | 30/06/1987        |
| 1991 - 1995  |                             |                | 15/06/1991        |
| 1995 - 1999  |                             |                | 17/06/1995        |
| 1999 - 2003  |                             |                | 03/07/1999        |
| 2003 - 2007  | Maria Inmaculada Lopez Sanz | PP             | 14/06/2003        |
| 2007 - 2011  | María Belén García Jiménez  | PP             | 16/06/2007        |
| 2011 - 2015  | n/d                         | n/d            | 11/06/2011        |
| 2015 - 2019  | n/d                         | n/d            | 13/06/2015        |
| 2019 - 2023  | n/d                         | n/d            | 15/06/2019        |
| Des del 2023 | n/d                         | n/d            | 17/06/2023        |

## Demografia
| Evolució demogràfica d'Alcázar del Rey | Evolució demogràfica d'Alcázar del Rey | Evolució demogràfica d'Alcázar del Rey | Evolució demogràfica d'Alcázar del Rey | Evolució demogràfica d'Alcázar del Rey | Evolució demogràfica d'Alcázar del Rey | Evolució demogràfica d'Alcázar del Rey | Evolució demogràfica d'Alcázar del Rey | Evolució demogràfica d'Alcázar del Rey | Evolució demogràfica d'Alcázar del Rey | Evolució demogràfica d'Alcázar del Rey | Evolució demogràfica d'Alcázar del Rey | Evolució demogràfica d'Alcázar del Rey | Evolució demogràfica d'Alcázar del Rey | Evolució demogràfica d'Alcázar del Rey | Evolució demogràfica d'Alcázar del Rey | Evolució demogràfica d'Alcázar del Rey | Evolució demogràfica d'Alcázar del Rey | Evolució demogràfica d'Alcázar del Rey | Evolució demogràfica d'Alcázar del Rey |
| 1842                                   | 1848                                   | 1857                                   | 1860                                   | 1877                                   | 1887                                   | 1897                                   | 1900                                   | 1910                                   | 1920                                   | 1930                                   | 1940                                   | 1950                                   | 1960                                   | 1970                                   | 1981                                   | 1991                                   | 2001                                   | 2005                                   | 2006                                   |
| -------------------------------------- | -------------------------------------- | -------------------------------------- | -------------------------------------- | -------------------------------------- | -------------------------------------- | -------------------------------------- | -------------------------------------- | -------------------------------------- | -------------------------------------- | -------------------------------------- | -------------------------------------- | -------------------------------------- | -------------------------------------- | -------------------------------------- | -------------------------------------- | -------------------------------------- | -------------------------------------- | -------------------------------------- | -------------------------------------- |
| 517                                    | 650                                    | 848                                    | 886                                    | 824                                    | 767                                    | 785                                    | 806                                    | 889                                    | 795                                    | 939                                    | 845                                    | 910                                    | 716                                    | 460                                    | 319                                    | 262                                    |                                        | 227                                    |                                        |

## Galeria d'imatges

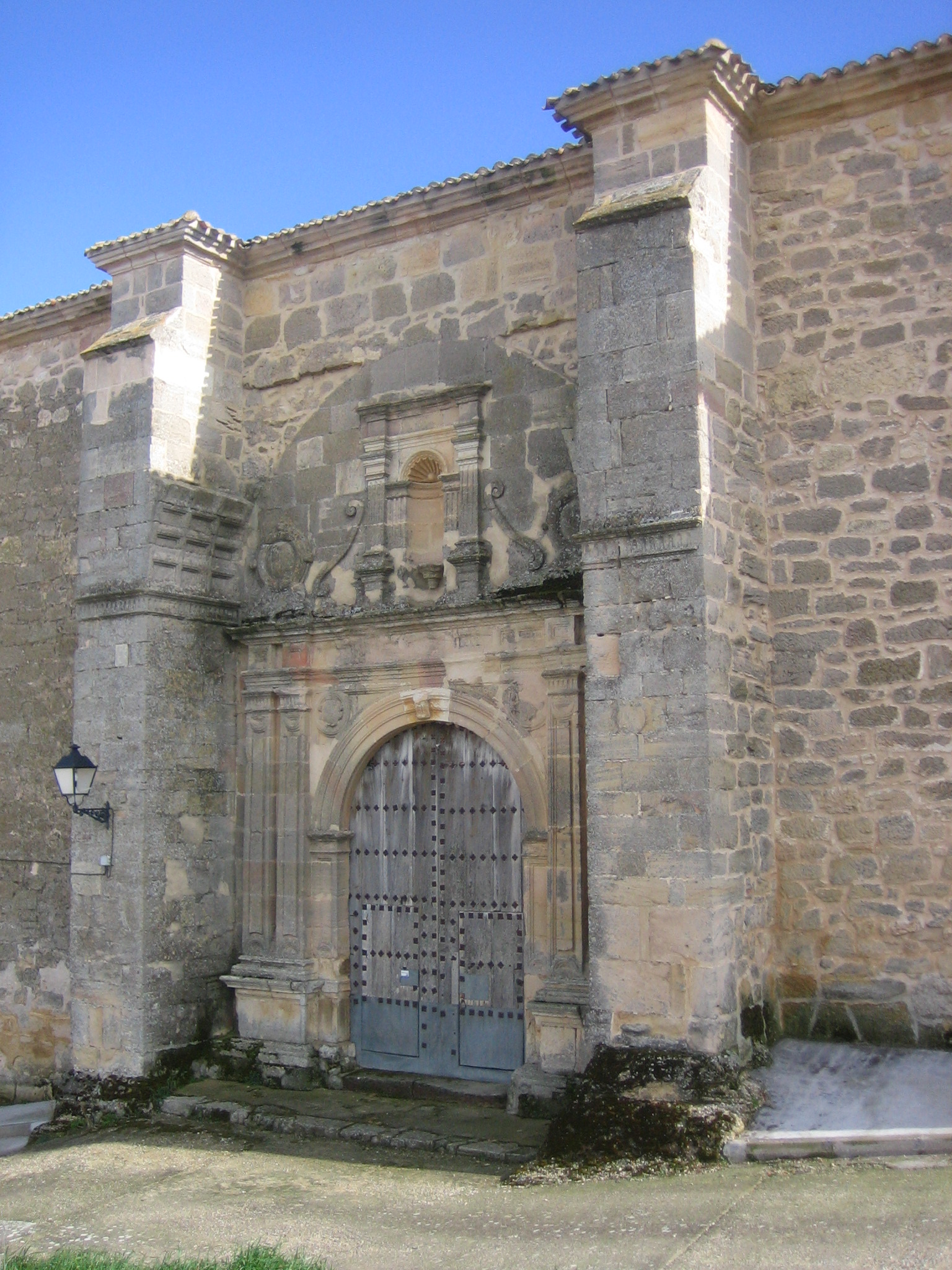
Porta nord de l'Església de Santo Domingo
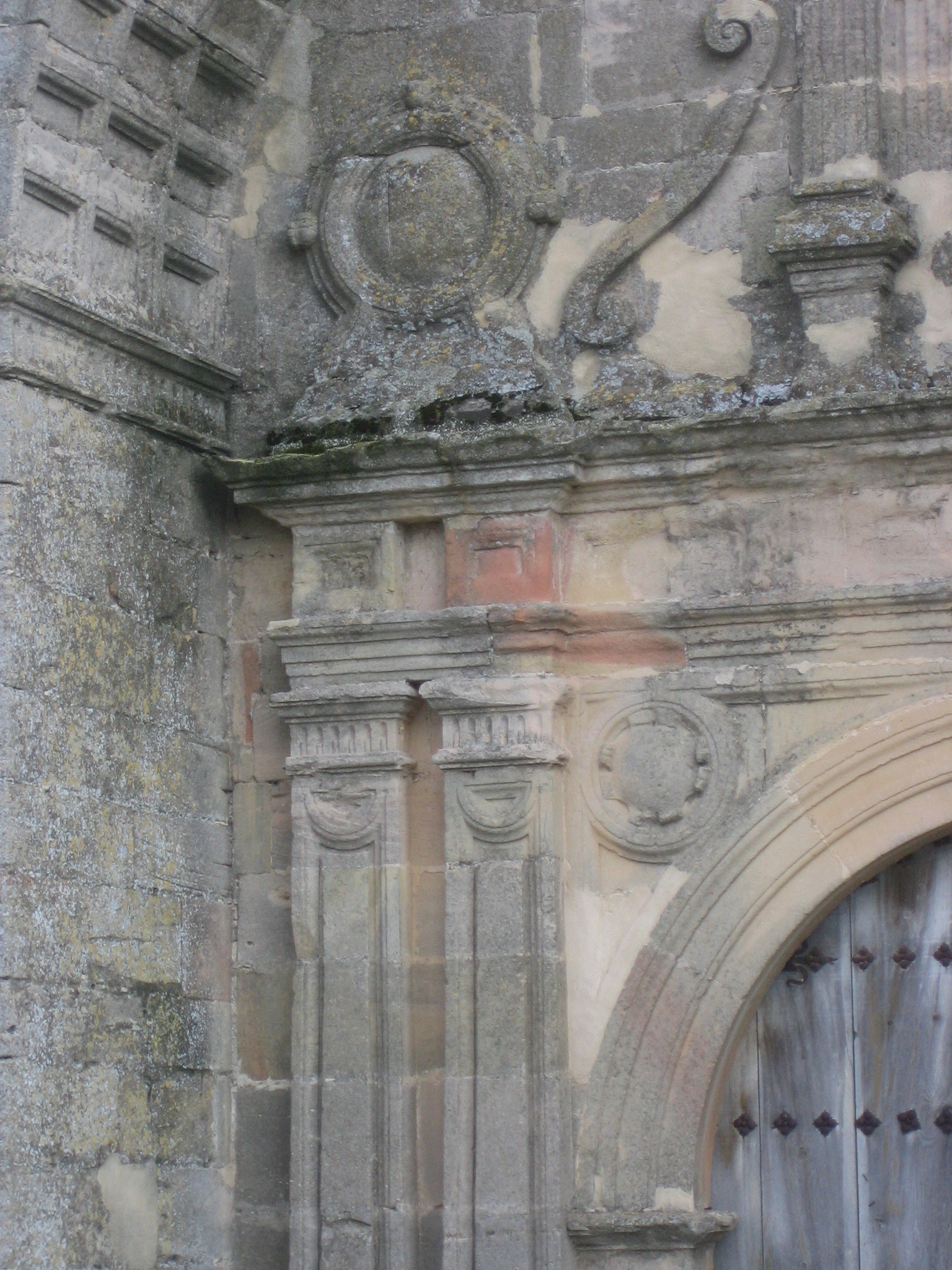
Detall de la porta nord de l'Església de Santo Domingo
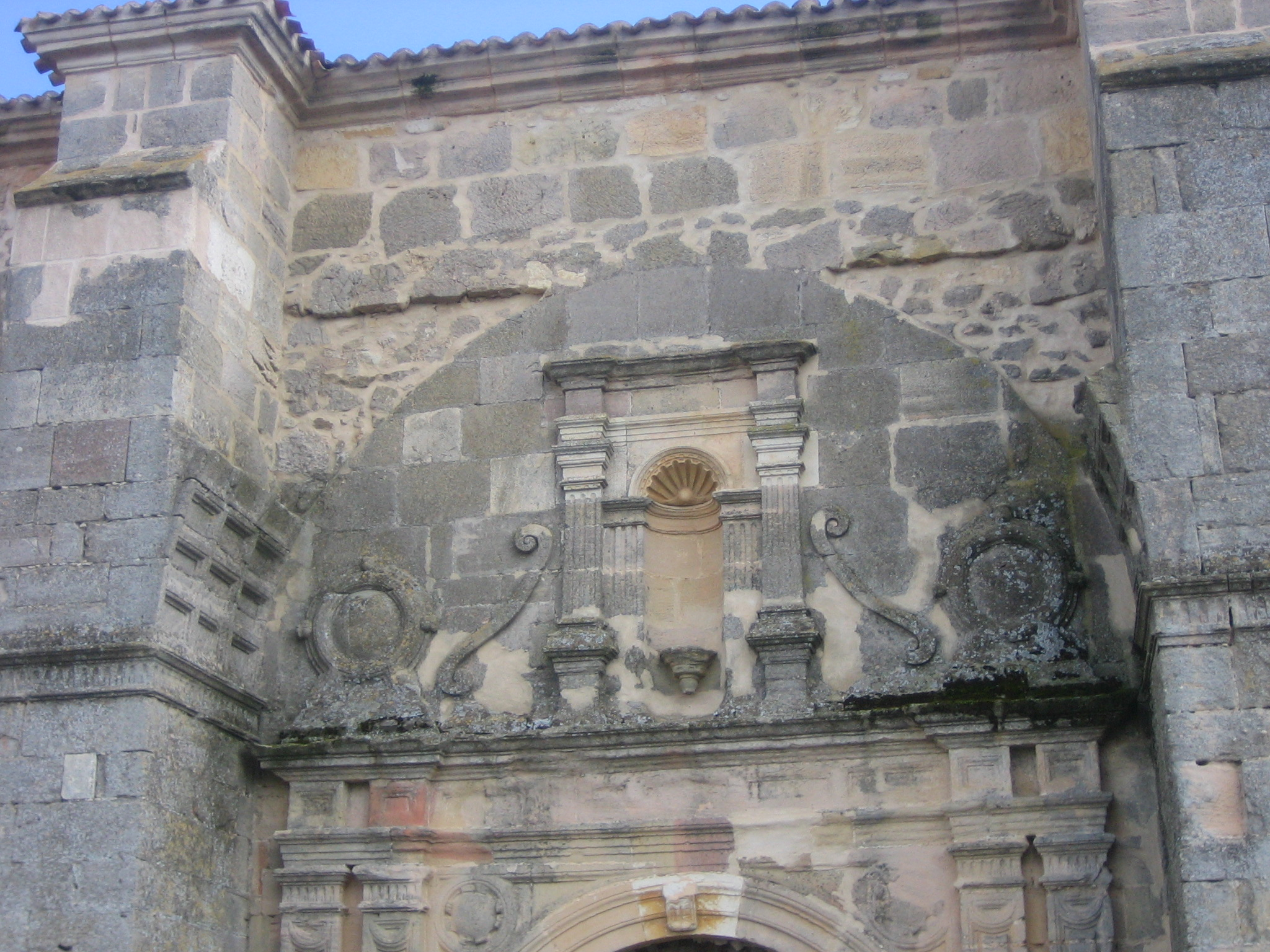
Detall de la porta nord de ll'Església de Santo Domingo
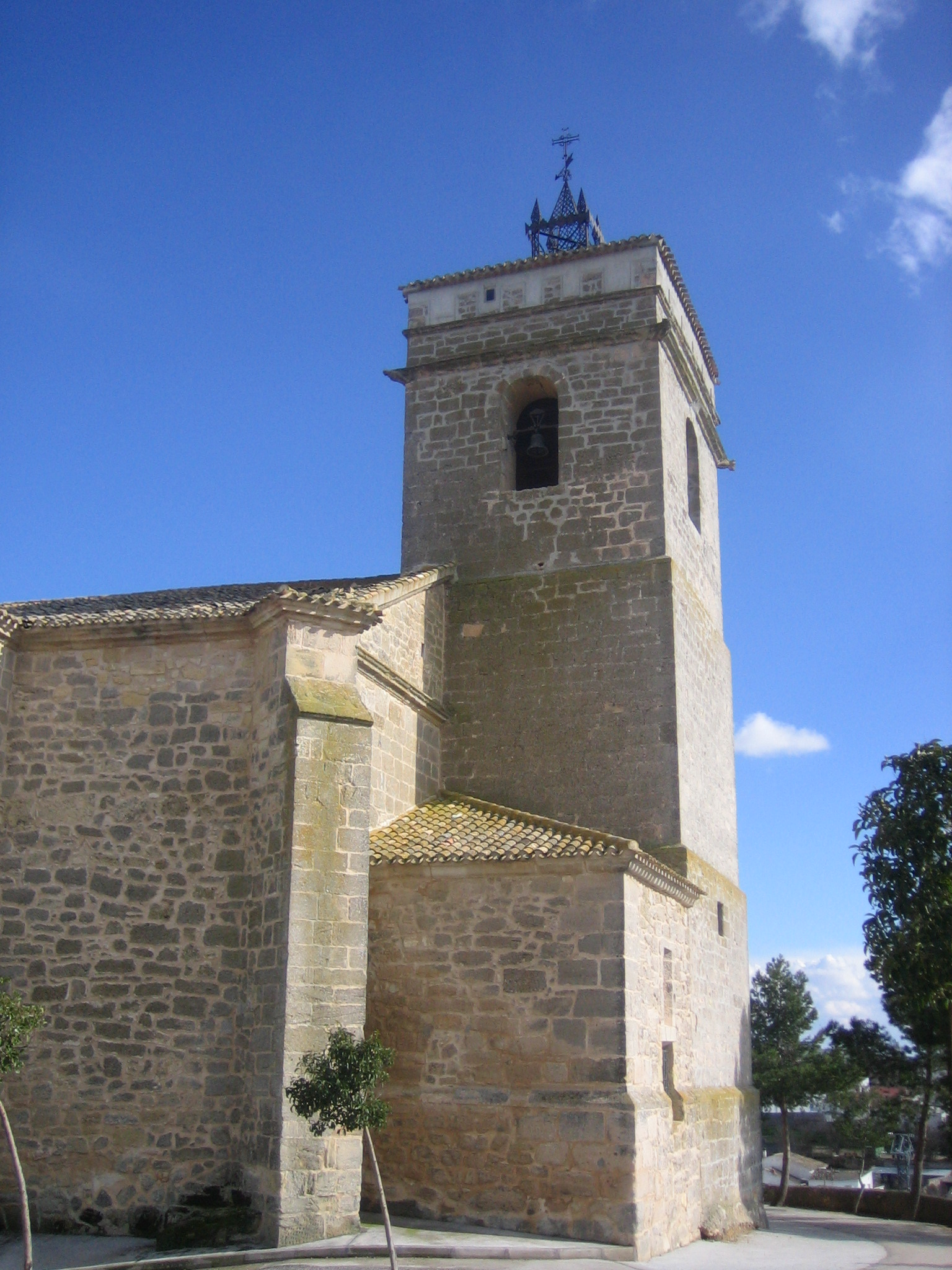
Torre de l'Església de Santo Domingo